# Maxidex
Maxidex är en receptbelagd ögonmedicin i form av ögondroppar. Det registrerade, fullständiga namnet på preparatet är Isopto®-Maxidex. Det marknadsfördes första gången 1966.

## Innehållsämnen
Maxidex innehåller:
- dexametason C22H29FO5 (verksam beståndsdel)
- bensalkoniumklorid (konserveringsmedel)

### Hjälpämnen
- hypromellos E 464 0,5 % (metylcellulosa, höjer viskositeten)
- natriumklorid
- mononatriumfosfat
- dinatriumfosfat
- citronsyramonohydrat (för justering av pH)
- natriumhydroxid (för justering av pH)
- dinatriumedetat
- sorbimacrogololeat 300 (= polysorbate 80)
- renat vatten

## Diverse egenskaper
pH 5,0–6,0. Så gott som olösligt i vatten, lättlösligt i etanol.
ATC-kod S01BA01
Utseende: Vitaktig, ogenomskinlig suspension av mikrokristallinisk dexametason.
Förpackas i polyetenflaska, typ drop-tainer® med skruvlock. Innehåller 5 ml.
Förvaras stående vid högst 25 °C och ej kallare än 8 °C. Hållbarhet i oöppnad förpackning 2 år. Ev återstod i öppnad förpackning kasseras för destruktion efter 4 veckor. Får av miljöskäl ej slängas bland vanliga sopor. Före användning ska flaskan omskakas kraftigt.
Vid överdos vid appliceringen spolas med ljummet vatten.
Förskrivning bör göras endast av specialist på ögonsjukdomar. Preparatet är inte godkänt för behandling av barn. Kan av veterinär användas även för behandling av djurs ögon.
Metaboliseras i levern och njurarna och utsöndras i urinen.
Eventuella kontaktlinser ska tas bort före applicering av Isopto-Maxidex. Mjuka kontaktlinser kan missfärgas av konserveringsmedlet. Borttagna kontaktlinser får återinsättas tidigast efter 15 minuter. Dock ska kontaktlinser (såväl hårda som mjuka) helst undvikas så länge behandling med Isopto-Makrodex pågår.
Normalt inga problem för bilkörning eller användning av maskiner. I vissa fall kan tillfällig dimsyn uppträda efter applicering, men klarnar utan åtgärd inom kort. Så länge dimsyn finns ska patienten avhålla sig från bilkörning och arbete med maskiner. Det är patientens eget ansvar för bedömningen att dimsynen avklingat.

## Handel
Tillverkare:
- Alcon Universal, Ltd, Texas, USA
- S.A. Alcon-Convreur N.V., Puurs, Belgien
- Alcon Cusi S.A., Barcelona, Spanien

Svenskt ombud Alcon Läkemedel Nordiska AB, Bromma
Av Läkemedelsverket godkänd leverantör S.A. Alcon-Couvreur N.V., Puurs, Belgien med godkännandenummer 07236, 2009‑01‑01.
Parallellimport. Nedanstående läkemedlet skiljer sig inte från det direktimporterade läkemedlet.
| Land                          | MT-nummer    |
| ----------------------------- | ------------ |
| Belgien                       | 50164        |
| Bulgarien                     | 50515, 50162 |
| Grekland                      | 50516, 50165 |
| Spanien                       | 50161        |
| Storbritannien och Nordirland | 50163        |

Isopto-Maxidex är utbytbart mot Maxidex från Orion Pharmaceutica (Orifarm), Esbo, Finland.
Besläktat preparad med dexametason-natriumfosfat som verksamt ämne (C22H28F Na2O8P) är Ozurdex som är avsett för injektion i ögat. Extrem hygien föreskrivs vid användningen: sterila skyddskläder, skyddshandskar, munskydd, skyddsglasögon etc. Om bägge ögonen ska behandlas, ska all skyddsutrustning bytas mot ny, innan det andra ögat behandlas.